# Pavelló de la Dona
El Pavelló de la Dona o Woman's Building de l'Exposició Universal de Chicago (1893), és un dels molts pavellons que es van construir per a aquest esdeveniment i va ser dissenyat per Sophia Hayden Bennett.
El Pavelló es va situar a la vora de l'Estany Nord. Va ser l'únic pavelló de l'Exposició el projecte del qual es va adjudicar per concurs, que va guanyar l'arquitecta Sofia G. Hayden, de l'Institut de Tecnologia de Massachusetts; i a més, el menor pressupost.
El pavelló estava dividit en diferents espais utilitzats per exposar el treball de les dones en diversos països (aportat per aquests a través d'un comitè organitzador que es va crear a Chicago i que va delegar als països que volien participar -que al seu torn van crear comitè nacionals per a això-, la presentació del material que mostraria el treball de les dones als seus respectius països); els àmbits que abastava aquest treball anaven des de la moda fins a la medicina, mostrava els assoliments de la dona en les arts i les ciències i estaven exposats en est edifici dissenyat, per dins i per fora, per dones.
A Espanya, per exemple, va ser la reina regent Maria Cristina d'Habsburg-Lorena qui va crear la Junta de Senyores i va nomenar vicepresidenta a la comtessa de Superunda, Isabel María Cristina Queipo de Pla i Gayoso dels Cobos (1836-1899), casada amb José Ignacio Mans de Velasco i Chaves (1828-1895), V comte Superunda. El càrrec de secretària va recaure en Carmen Avial, casada amb Manuel de Eguilior i Llaguno (Netes 1842-Madrid 1930) diputat del partit liberal per Santander durant vint anys, governador del Banc d'Espanya (1897-1899 i 1916), ministre d'Hisenda (1890) i d'Instrucció Pública i Belles arts (1905) durant la Restauració, a més d'ocupar altres alts càrrecs en l'Administració de l'Estat i en les Corts. Com a vocals estaven entre altres la duquessa de Bailén, la duquessa de Tarifa o les escriptores Emilia Pardo Bazán i Faustina Sáez de Melgar.